# Лукьяновское (Васильевский район)
Лукьяновское (укр. Лук'янівське) — село,
Степногорский поселковый совет,
Васильевский район,
Запорожская область,
Украина.
Код КОАТУУ — 2320955701. Население по переписи 2001 года составляло 143 человека. По данным 2019 года в селе проживало 112 человек. В мае 2025 года в селе проживает всего 3 человека.

## Географическое положение
Село Лукьяновское находится в 4,5 км от села Павловка и в 6-и км от пгт Степногорск.
По селу протекает пересыхающий ручей с запрудой.

## История
- 1921 — дата основания.